# Margarita Szewczenko
Margarita Szewczenko (ur. 29 sierpnia 1967 w Syktywkarze) – rosyjska pianistka; laureatka wielu konkursów pianistycznych, w tym IV nagrody na XII Międzynarodowym Konkursie Pianistycznym im. Fryderyka Chopina (1990).

## Życiorys
Grać na fortepianie zaczęła w wieku pięciu lat. Uczyła się w Centralnej Szkole Muzycznej przy Konserwatorium Moskiewskim. Studia ukończyła w Konserwatorium Moskiewskim.
W trakcie swojej kariery osiągnęła sukcesy na kilku ważnych konkursach pianistycznych:
- XII Międzynarodowy Konkurs Pianistyczny im. Fryderyka Chopina (1990) – IV nagroda (ex aequo z Corrado Rollero)[1]
- Międzynarodowy Konkurs Pianistyczny w Getyndze (1990) – I nagroda[1]
- Międzynarodowy Konkurs Pianistyczny w Leeds (1993) – VI nagroda[2]
- Międzynarodowy Konkurs Pianistyczny w Hamamatsu (1994) – wyróżnienie (ang. Diploma of Outstanding Merit)[3]
- Międzynarodowy Konkurs Pianistyczny w Pretorii (1994) – IV nagroda
- Międzynarodowy Konkurs Pianistyczny w Cleveland (1995) – I nagroda[4]
- Międzynarodowy Mistrzowski Konkurs Pianistyczny im. Artura Rubinsteina (1998) – IV nagroda[5]

Występuje w wielu krajach Europy, w Japonii, Brazylii, Izraelu, RPA, Kanadzie i USA. Bierze udział w festiwalach i bywa zapraszana do grona jurorów międzynarodowych konkursów pianistycznych (m.in. w Cleveland i Pensylwanii). Mieszka w Stanach Zjednoczonych, gdzie prowadzi zajęcia w Michigan State University.

## Repertuar i dyskografia
W jej repertuarze są utwory m.in. Fryderyka Chopina, Ludwiga van Beethovena, Maurice'a Ravela i Franza Schuberta. Nagrała wiele płyt, zarówno dla firm fonograficznych, jak i rozgłośni radiowych i telewizji w Anglii, Danii, Niemczech, Rosji, USA i Japonii.